# 学校法人静岡理工科大学
学校法人静岡理工科大学（がっこうほうじんしずおかりこうかだいがく）は日本の学校法人。静岡理工科大学、および、複数の専門学校、高等学校の設置者である。

## 概要
静岡県静岡市葵区に本部を置き、静岡県内の大学、専門学校、高等学校など複数の学校を運営している。

## 設置している諸学校

### 大学
- 静岡理工科大学

### 専門学校
- 静岡産業技術専門学校
- 沼津情報・ビジネス専門学校
- 静岡デザイン専門学校
- 浜松未来総合専門学校
- 静岡インターナショナル・エア・リゾート専門学校

### 高等学校
- 静岡北高等学校
- 星陵高等学校

### 中学校
- 静岡北中学校
- 星陵中学校

### 各種学校
- 浜松日本語学院
- 沼津日本語学院